# Kypr v době Řádu templářů

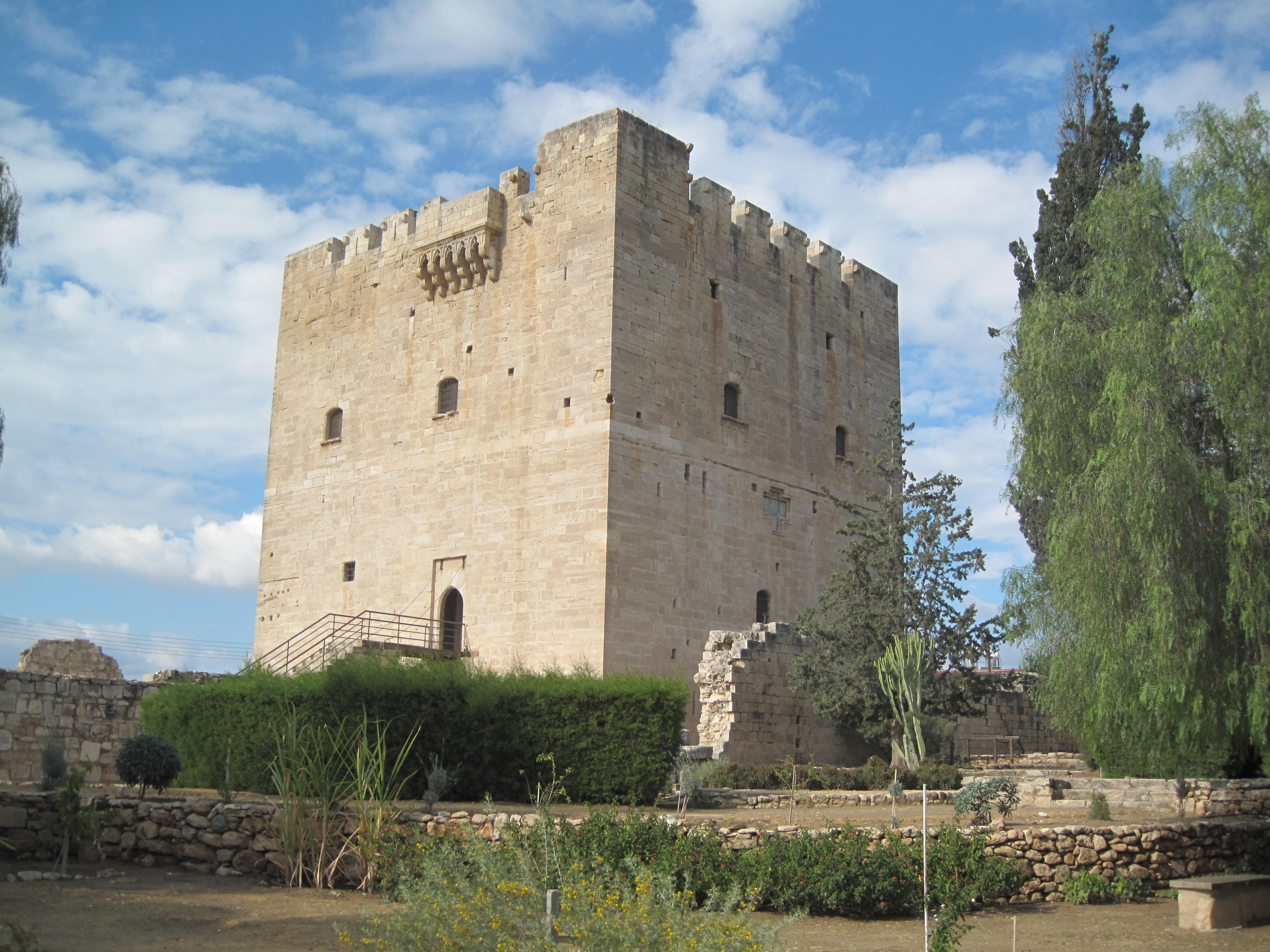
Hrad Kolosi v Limassolu, centrum velkého komturství Kypru

Ostrov Kypr se pod správu rytířského Řádu templářů dostal během třetí křížové výpravy probíhající v letech 1189–1192. Sám jej ovládal pouze jediný rok (1191–1192), než byl ostrov předán Guyovi de Lusignan, bývalému králi jeruzalémskému. Na místě bylo templáři zřízeno velké komturství. Ostrov se stal důležitou základnou pro křížové výpravy do Levanty.

## Historie

### Dobytí Kypru
V roce 1191 anglický král Richard I. Lví srdce dobyl během své výpravy do Svaté země ostrov Kypr na místním byzantském vládci, guvernérovi a současně i samozvaném vzdorocísaři Izáku Komnenovi. Richard poté prodal ostrov za 100 000 bezantů templářům, rytířsko-vojenskému řádu katolické církve, který byl při jeho výpravě nápomocný, zároveň byl způsobilý díky svému bohatství ostrov udržet. 40 000 bylo templářům vyplaceno ihned, zbytek jim měl být vyplácen ve splátkách.

### Templářský Kypr (1191–1192)
Kypr, který byl dosud themou (vojensko-civilní provincií) Byzantské říše, se stal vlastnictvím rytířského řádu, avšak noví křižáčtí páni pocházející z odlišného kulturního prostředí, jiného vyznání a způsobu života si při vládnutí počínali nesmírně tvrdě, což vyústilo pouze v nepřátelství a ozbrojený odpor řeckého pravoslavného obyvatelstva. O Velikonocích roku 1192 se Kypřané pokusili členy katolického rytířského řádu napadnout, ale elitní templářští rytíři, kterých bylo oproti Kypřanům ubohá hrstka, si za v času všimli blížícího se útoku a raději se uchýlili do pevnosti v Nikósii, takže kyperští byli nuceni započít s jejím obléháním. Jednoho rána za úsvitu templáři naprosto Kypřany překvapili, když vyšli ven do ulic. Došlo poté ke krvavému masakru, které vedlo k potlačení celého povstání. Kontrola nad ostrovem byla sice obnovena, ale templáři usoudili, že okupace velkého ostrova je příliš a obrátili se na krále Richarda, aby si ostrov vzal zpět. Anglický král souhlasil a templářská posádka mohla odcestovat do Sýrie, zatímco na ostrově zůstalo řádu jen několik držav. Richard poté ostrov předal sesazenému jeruzalémskému králi Guyovi de Lusignan. Není známo, zda Richard svému spojenci Kypr daroval nebo prodal. Jisté je jen to, že Guy nedisponoval prostředky jako templáři, ale byl spojencem Anglie a v Jeruzalémě už pro něj nebylo místo.

### Templáři v době Kyperského království

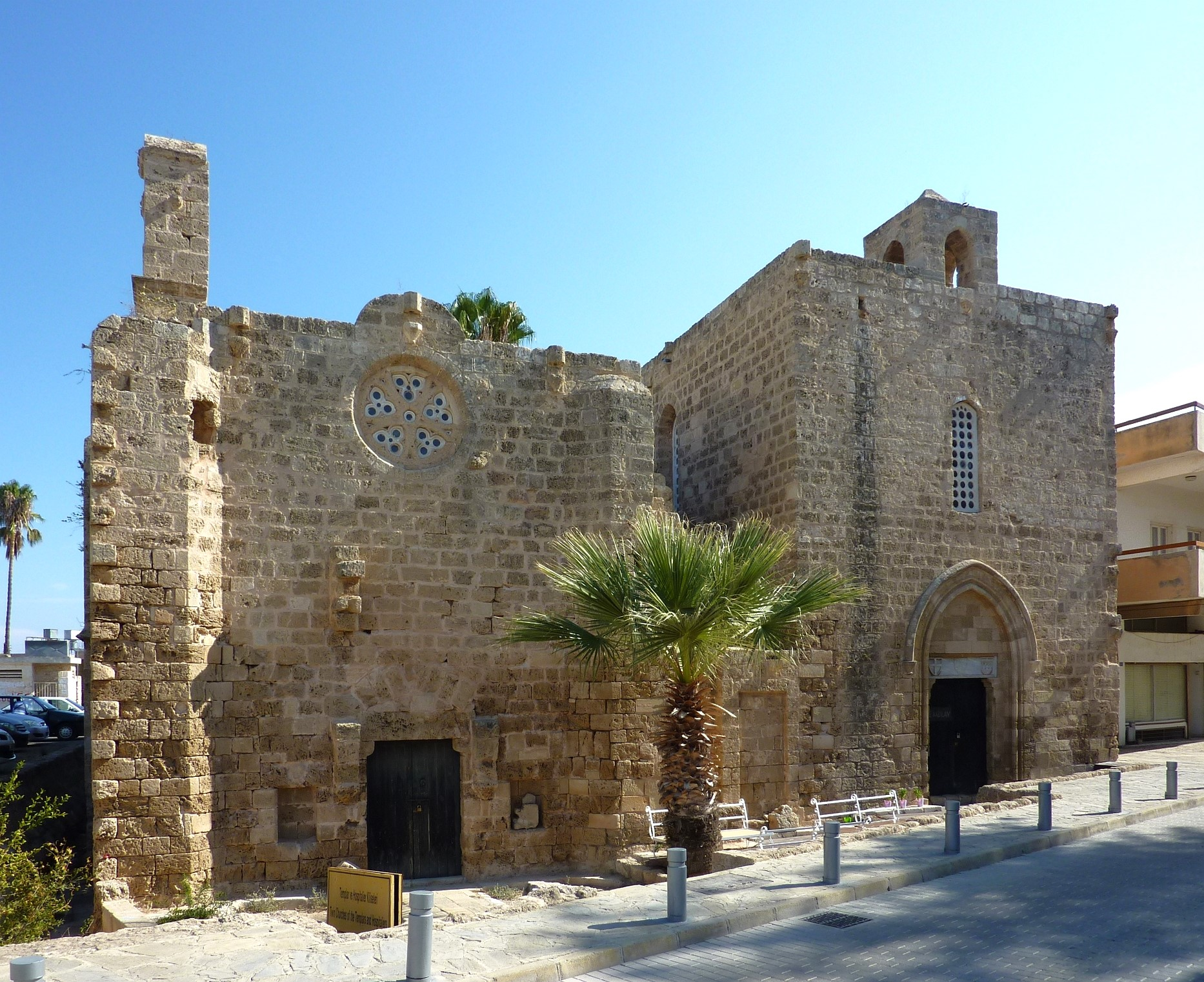
Kostel templářů a posléze johanitů ve Famagustě na východě Kypru

Kypr se tak stal svébytným královstvím západního vzoru, resp. po vzoru křižáckých států v Levantě. Řád templářů však ostrov úplně neopustil a svá sídla a majetky zde měl i nadále. Kyperské komturství zřízené v Limassolu zůstalo významnou základnou řádu i po skončení křížových výprav. Po pádu křižáckých států v roce 1291 přesunuli templáři své centrum na Kypr, kde byl roku 1294 zvolen i poslední řádový velmistr Jacques de Molay, a poté přesídlil do Paříže. Byl to také Jacques de Molay, kdo roku 1306 rozhodl o přesídlení z Kypru do Francie, kde se novým sídlem velmistra stala Paříž.

### Zánik templářského řádu
Templáři vlastnili téměř třetinu Paříže s vlastní opevněnou enklávou uvnitř měla, která se podle templářů i nazývala Templ. Templářský řád na rozdíl od konkurenčních rytířských řádů johanitů a německých rytířů nevyvíjel úsilí získat území s državami pod svou svrchovanou vládu. Templáři sice závratně zbohatli a jejich politická moc vzrostla, avšak veškeré své úsilí soustředili do vojenských operací v Levantě. 
Poté, co byly křižácké státy v Levantě nadobro ztraceny, přišel řád o vlastní účel a smysl své vlastní existence. Templáři se přeorientovali na nákladnou finanční přípravy pro novou křížovou výpravu, jenže křížové výpravy jako takové se již obecně staly záležitostí minulosti. Nahromaděné bohatství řádu se stalo příčinou závisti a nakonec i jeho pádu. Vedle značné sumy peněz měl řád v držení obrovské množství pozemků (sídel i hradů) po celém Západě, zejména pak ve Francii, čímž na sebe upoutával pozornost. Velice brzy se stal trnem v oku místním panovníkům a šlechtě, zejména pak francouzskému králi, pro něhož byli templáři dokonce správci královských financí. Zadluženost královské pokladny Filipa IV. způsobovala, že se prakticky stal finančně závislým na řádu. 
Když král nutně potřeboval peníze pro své tažení do Flander, nemohl vojenskou operaci uskutečnit a byl odkázán na bohatství a moc řádu. Když byl Filip templáři odmítnut (údajně nabídl, že by se sám kvůli dluhům stal členem řádu), vyvolali tím u krále nenávistnou reakci. Filip IV. pak s pomocí svých rádců obvinil templáře z hereze a pošpinil jejich pověst, na což nemohlo jemu nakloněné avignonské papežství nijak reagovat. Templáři byli uvrženi do královských žalářů a podrobováni mučení. Přestože pevně věřili ve zvrat ve svůj prospěch, který by za normálních okolností musel přijít, kdyby církev nestála na straně krále. Mimo Francii se situace templářů příliš neměnila, v Anglii byli někteří podrobeni výslechu, ale bez jakéhokoli výsledku. 
Templářský řád byl nakonec zrušen po velkém množství neobjasněných kontroverzních obvinění a rozpuštěn po vleklém soudním sporu a opakovaném vyslýchání jeho členů v roce 1312 papežskou bulou Vox in excelso Klementa V., řádový majetek byl poté zkonfiskován, z velké části převeden na johanity a nové nástupnické řády ve Španělsku, aby celý nepadl do rukou krále Filipa IV. či jiných vladařů, přesto mohl být částečně i uloupen. Také dnes o něm ještě kolují různé legendy a pátrají po něm hledači pokladů.

### Zánik Kyperského království
Kyperské království přetrvalo až do roku 1489, kdy poslední královna Kateřina Cornaro prodala ostrov Benátčanům. Místní archívy řádu v Limassolu přežily i jeho pád, a to až do invaze tureckých vojsk Osmanské říše, kdy byly kompletně zničeny. Soudí se, že zdejší zničené knihovny a archívy uchovávaly cenné dokumenty zaniklého templářského řádu, který byl zrušen v roce 1312.